# روهيت ساراف
روهيت سوريش ساراف (من مواليد 8 ديسمبر 1996) هو ممثل هندي يعمل بشكل أساسي في الأفلام والمسلسلات الهندية . بدأ حياته المهنية على شاشة التلفزيون وظهر لأول مرة في فيلمه بدور داعم في ط (2016) ديار زنداجي. واستمر في الظهور في الفيلم النرويجي ماذا سيقول الناس (2017)، والدراما الكوميدية هيشكي (2018)، والسيرة الذاتية السماء الوردية (2019)، والكوميديا السوداء لودو (2020)، والإثارة فيكرام فيدا 2020). 2022). منذ عام 2020، قام ببطولة المسلسل الكوميدي الرومانسي غير المتطابق على نتفليكس .
6ولد روهيت ساراف في 8 ديسمبر 1996 في كاتماندو ، نيبال لعائلة هندية.   عاد مع عائلته إلى دلهي عندما كان في الخامسة من عمره. ثم نشأ في دلهي لكنه انتقل إلى مومباي عندما بدأ عرض الأزياء
سواريز سارفو وهوى والد روهيت اللذي مات وعمر ابنه 12 سنه أكمل تعليمه المبكر في مدرسة القديس فرانسيس داسيسي الثانوية . ثم ذهب إلى كلية سانت كزافييه، مومباي للتخرج.  